# Pian di San Bartolo
Pian di San Bartolo è una frazione del comune di Fiesole, nella città metropolitana di Firenze, in Toscana.
La frazione si sviluppa al confine con il comune di Firenze, in continuità con la frazione di Trespiano, e con il comune di Sesto Fiorentino, in continuità con il centro di Montorsoli Stazione. Il borgo è situato in una zona collinare a 7 km dalla città di Firenze lungo la direttrice della via Bolognese.
Il toponimo è dovuto alla presenza di un antico spedale un tempo qui situato e intitolato a San Bartolomeo.
I nomi delle vie del paese, per le scelte delle varie Amministrazioni Comunali, seguono una odonomastica principalmente botanica.

## Sport

### Calcio
La squadra locale è il PSB Pian di San Bartolo, fondata nel 2018, che ha militato per quattro anni in Terza Categoria.
Nel 2022 la squadra ha vinto il campionato ed è stata promossa in Seconda Categoria

## Infrastrutture e trasporti
Pian di San Bartolo è raggiungibile con il trasporto pubblico con l'autobus di linea n° 25, che ha il capolinea a Firenze a piazza San Marco (via La Pira). Fino al 1973 esisteva un collegamento filoviario tra la città e la collina che, facente parte della Rete filoviaria di Firenze, raggiungeva il Cimitero di Trespiano e che raggiunse Pian di San Bartolo con l'attivazione del servizio autobus lo stesso anno.